# Duck and Cover (album)
Duck and Cover is het tweede studioalbum van de Amerikaanse ska-punkband Mad Caddies. Het album werd oorspronkelijk uitgegeven op 11 augustus 1998 via Fat Wreck Chords en is het eerste album dat de band via dit label heeft laten uitgeven. Het album is twee keer heruitgegeven: een keer in 2011 en een keer in 2014.

## Nummers
1. "Road Rash" - 2:01
2. "The Gentleman" - 2:15
3. "No Hope" - 1:26
4. "One Shot" - 4:52
5. "Macho Nachos" - 3:17
6. "Monkeys" - 2:45
7. "Econoline" - 2:14
8. "The Joust" - 3:46
9. "Betty" - 3:21
10. "aPathetic" - 2:14
11. "Medium Unwell" - 3:03
12. "Popcorn" - 3:53

## Band
- Chuck Robertson - zang
- Todd Rosenberg - drums
- Carter Benson - gitaar
- Sascha Lazor - gitaar
- Eduardo Hernandez - trombone
- Keith Douglas - trompet, zang
- Mark Iversen - basgitaar